# Рударски отпад у Србији
Рударски отпад у Србији је усклађен са законодавством са ЕУ директивом о отпаду из екстрактивне индустрије из 2006. године и одговарајућим документима. Рудaрски отпад је отпад настао из екстрактивне индустрије, тј. oтпад настао током геолошких истраживања, експлоатације, припреме и складиштења минералних сировина, као и отпад добијен у процесу припреме руде који укључује механички, физички, биолошки, термички или хемијски процес (промена димензија, одвајање испирање, обрада претходно одбаченог отпада), искључујући топљење, термичке процесе производње (осим печења кречњака) и металуршке процесе. Рударски отпад не укључује отпад настао током истраживања, експлоатације и припреме минералних сировина, што није директно повезано са тим активностима (отпадна уља, храна, истрошена возила и истрошене батерије и акумулатори), нити отпад настао из екстрактивне индустрије који може бити радиоактивни. 

## Врсте отпада
У српској пракси рударски отпад је у односу на светску поделу поједностављен у делу да се незагађена земља и површински слојеви са слабом минерализацијом третирају као један отпад и заједнички одлажу, а проширен јер се у рударски отпад сврстава и отпадна исплака, упркос томе да је исплака посебно припремљени индустријски производ који садржи различите материјале и хемикалије и које се додатно може загадити проласком кроз бушотину (посебно када се врши екплоатација нафте. Рударски отпад у Србији је сужен у односу на свет јер муљ и прашину не третира као посебне врсте отпада.

### Откривка
Слој земље изнад економски исплативог минерализованог слоја, може бити и загађена.

### Јаловина
Отпад који настаје у постројењима за припрему минералних сировина, обично се депонује на уређена јаловишта.

### Рудничке воде
Воде које се евакуишу при експлоатацији минералних сировина и по правилу упуштају се у природне реципијенте директно без пречишћавања или индиректно преко јаловишта.

### Отпадна исплака
Запрљана и контаминирана исплака која се издваја у процесу бушења (истражног и експлоатационог) и одлаже у окружење.

## Карактеристике отпада
Количина, величина, хемијски и минерални састав, токсичност и самозапаљивост одређују основне карактеристике рударског отпада.

### Количина
Карактеристично је за рударски отпад да количина отпада далеко прелази количину корисне материје, што није карактеристика ниједне од других индустрија или производних области.

### Крупноћа
Комбиновање великих количина и мале крупноће у себи носи основне проблеме физичког загађења и утицај рударског отпада на животну средину.
Уобичајене вредности величине рудног отпада и њихово процењено учешће у Србији приказано је у табели. Нормална величина је приказана као величина
житарица чији је удео у просијању испод 80%. Очигледно је да су величине велике распон од 20 µм до 800 мм
| Врста отпада                  | Уобичајена крупноћа | Масена заступљеност (са откривком / без откривке) % |
| Откривка са копова            | 700-800             | 65 / -                                              |
| Јаловина из јаме              | 300-400             | 5 / 15                                              |
| Јаловина из сувих сепарација  | 70-100              | 2 / 5                                               |
| Јаловина из мокрих сепарација | 15-20               | 2 / 5                                               |
| Флотацијска јаловина          | 0,050- 0,080        | 25 / 72                                             |
| Муљеви                        | 0,020               | 1/3                                                 |

### Хемијски и минерални састав
Хемијска и минерална грађа рудног отпада, по правилу је повезана са јаловом из биљака ПМС, а главни проблем је појава киселих дренажних вода. Кисела вода за дренажу везана је за истовремено дејство сулфидног сумпора од чврстог отпада, слободне воде и кисеоника из ваздуха. Пошто су вода и кисеоник свуда, појава киселих дренажних вода повезана је са сумпором, који је природни састојак готово свих врста јаловине, посебно флотацијског репа, јер је и сам процес концентрације флотације повезан са одвајањем сулфидних минерала.   \

### Токсичност и самозапаљивост
Отпад може да садржи разне загађиваче, који се као последица могу појавити у природи акценат се може разлити током транспорта, процурити са депонија, складишта или индустријских објеката. Већина загађивача није формирана на тај отпад они су већ били доведени тамо кад је отпад још био ту користан производ.
Самозапаљивање је карактеристика органског отпада и прати отпад из рудника угља и постројења за припрему угља. Због оксидације сулфида који се налазе у отпад настаје спонтано загревањем и самозапаљивањем органских делова отпада. Те пожаре је врло тешко угасити, опасни су по  животну средину, а санација је скупа. 

## Катастар рударског отпада Републике Србије
Катастар рударског отпада Републике Србије пројекат је који има за циљ да унапреди и побољша систем управљања рударским отпадом у Републици Србији кроз израду инвентара - Катастра рудног отпада. Предвиђено је да се катастар направи у облику интернет апликације и књиге и да садржи процену ризика, карактеризацију и класификацију рударског отпада.
Корисник пројекта је Министарство рударства и енергетике Републике Србије. Ово је један од првих пројеката у оквиру тзв децентрализованог система управљања, што значи да пројекат спроводе институције државе Србије у сарадњи са делегацијом ЕУ у Србији.
Општи циљ пројекта је пружање помоћи Србији у усклађивању законодавства са прописима ЕУ у области животне средине и климатских промена кроз изградњу институција и унапређење инфраструктуре у области животне средине. Специфични циљ је развити и побољшати систем управљања рударским отпадом.
Пројекат вредан 2,1 милиона евра финансира Европска унија у износу од 90% средстава, а преосталих 10% обезбеђује Влада Републике Србије, преко Сектора за уговоре и програме финансирања из средстава Европске уније Министарства финансија.
Пројекат реализује конзорцијум немачких компанија ПЛЕЈАДЕС и ДМТ.
Пројекат се реализује од фебруара 2017. до јануара 2021. године.

### Стање пре пројекта
Република Србија усклађује своје национално законодавство са правном тековином ЕУ у области животне средине, што је тема поглавља 27 преговора о придруживању ЕУ. Србија је ускладила своје законодавство са ЕУ директивом о отпаду из екстрактивне индустрије из 2006. године и одговарајућим документима. Закон о рударству и геолошким истраживањима који је на снази од децембра 2015. године, регулише све активности од прелиминарних геолошких истраживања до затварања рудника, укључујући рекултивацију и санацију земљишта. Национално законодавство такође предвиђа успостављање катастра рударских постројења и њихову класификацију.
Србија годишње произведе око 150 милиона кубика чврстог рударског отпада, око 15,5 милиона тона флотацијског отпада и око 35 000 тона нафтног муља.
Према прелиминарним пројекцијама Министарства рударства и енергетике, Србија поседује око 200 активних мина и око 250 депонија рудног отпада који су напуштени, неактивни или на листи. Закон о рударству и геолошким истраживањима предвиђа да је за управљање активним и неактивним рударским отпадом одговорно предузеће које експлоатише руду. Од компанија се захтева да Министарству рударства и енергетике подносе годишње извештаје о производњи, укључујући производњу отпада.
Систематизирани и потпуни подаци о напуштеним депонијама рудног отпада не постоје, посебно у погледу врсте, карактеристика и количине рударског отпада.
Сходно томе, приоритети Републике Србије у оквиру овог пројекта су идентификација напуштених рудних отпадака, процена утицаја на животну средину и успостављање базе за управљање, санацију и санацију рударских отпадака.

### Фазе пројекта
Прва фаза пројекта реализована је 2017. године. Осам тимова инжењера и техничара из рударско-геолошке струке обишли су 250 локација рударског отпада широм земље и утврдили да у Србији постоји чак 150 рударских отпадака са већим количинама отпада, као и да је укупна количина рударског отпада на тим локацијама око 24 милиона кубика. 
Друга фаза - На основу прве фазе пројекта, пројектни тим је одабрао 41 рударско одлагалиште отпада за другу фазу пројекта, која је реализована у периоду 2018-2019. година. У овој фази одабрана налазишта су подвргнута детаљном испитивању (узорковање тла, карактеризација рудног отпада, испитивање подземних и површинских вода, хемијска анализа, процена стабилности). Одабрана налазишта садрже укупно 80% идентификованог рудног отпада и налазе се у 21 општини широм Србије. 

### Циљ
Јачање капацитета Сектора за геологију и рударство [[Министарство рударства и енергетике Републике Србије|Министарства рударства и енергетике}] за контролу и надзор рударског отпада, кроз израду катастра у облику интернет апликације и књиге.
Јачање капацитета Министарства рударства и енергетике за управљање рударским отпадом ради заштите животне средине, кроз студије случаја на тему санације земљишта и мелиорације.
Побољшани ниво знања из области инспекцијске контроле управљања отпадом у Министарству рударства и енергетике, кроз састављање приручника за инспекторе.
Побољшање општих капацитета запослених у Министарства рударства и енергетике за управљање рудним отпадом, кроз едукативне и студијске посете.

## Управљање рударским отпадом
Наша рударска традиција, као и прописи који регулишу област експлоатације минералних сировина је управљање ископом, транспорт и одлагање отпада, као и праћење стања депоније регулисано квалитетом законских решења на одговоран начин, поштујући правила професије и следећи савремене технологије.
Висок ризик доприносе потенцијално велике последице због несрећа. Последице се могу манифестовати као непосредне - које су тренутно приметне и као индиректне, чија ефекат је дугорочан и резултат је директних последица.  Под директним последицама мисли се пре свега велики број људских жртава потом и поремећај животињских екосистема, загађење свих супстрат животне средине чија рехабилитација понекад може трајати годинама.  Иако није забележена већа несрећа у Србији последице и жртве, све чешће несреће у свету указују на потребу систематичнијих деловања и вођења рачуна за јаловишта. У том смислу то треба и схватити ступање на снагу уредбе  према којој се јаловишта класификују условно говорећи „опасни“ (категорија „А“) и „неопасни“ (ван категорије „А“). Јаловишта која су разврстана у категорију "А" требало би да имају свој ефекат, у погледу заштите животне средине значајно побољшати и бригу и контролише стварну ситуацију како би се подигао на виши ниво како би било какав негативан ефекат био спречен. Прелиминарне анализе показују да је у Србији нема много јаловишта која би спадала у категорију „А“, али последице њихове несреће могу бити веома опасне. 